# 繆鳳林
繆鳳林（1899年—1959年），字贊虞，浙江富陽（今杭州富陽鎮）人，中國歷史學家。

## 生平
民國8年（1919年）考入南京高等師範學校史地部，與陳訓慈、張其昀等師從柳詒徵，在校時成為南高史地研究會的重要成員，12年畢業於南京高師歷史系。畢業後又從歐陽竟無研究佛學。民國14年赴瀋陽執教於東北大學。民國16年，應柳詒徵之邀任國學圖書館印行部主任。民國17年（1928年）執教於國立中央大學文學院史學系，抗戰期間曾任中大師範學院史地系主任。民國38年（1949年）到臺灣，受邀主持臺灣省文獻委員會。同年返南京，擔任中大歷史學系主任。中央大學改名南京大學後，任南京大學歷史系教授。

## 著作
曾發起成立中國史學會，主持《史學雜誌》，協辦《國風》半月刊。著有《中國通史綱要》、《中國通史要略》，還有《中國史論叢》、《中國民族史》、《中國民族文化》等。

## 评价
繆鳳林被認為是民國最博學的歷史學家，以學業勤奮、史學功底深厚為人所稱道，有出藍之譽。歷史學家唐德剛曾說繆鳳林曾把二十五史圈點了三遍。